# 异夫蛸
异夫蛸（学名：Allopus mollis）为异夫蛸科异夫蛸属的动物。分布于日本群岛南部、夏威夷群岛、马来群岛、南加里福尼亚、加拉帕戈斯群岛、印度半岛南端、非洲西南角、圣保罗岛、佛得角群岛、亚速尔群岛、墨西，包括东海等海域，生活环境为海水，主要栖息于五六百米的深海。其生存的海拔范围为-6787至-360米。该物种的模式产地在罗得岛。

## 亚种
- 印太水孔蛸（学名：Tremoctopus violaceus gracilis），Eydoux et Souleyet于1852年命名。分布于日本群岛南部、爪哇海、伊里安岛、萨摩亚群岛、土阿莫土群岛、新西兰岛、夏威夷群岛、加拉帕戈斯群岛、阿曼湾、红海，包括南海等海域，生活环境为海水，一般栖息于大洋上层。其生存的海拔下限为-500米。该物种的模式产地在东太平洋。[2]